# Hrabia Airlie

coat of arms of the Earl of Airlie, the chief of Clan Ogilvy

## Informacje ogólne
- Dodatkowymi tytułami hrabiego Airlie są:
  - lord Ogilvy of Airlie
  - lord Ogilvy of Alith and Lintrathen
- Najstarszy syn hrabiego Airlie nosi tytuł lorda Ogilvy
- Rodową siedzibą hrabiów Airlie jest Airlie Castle niedaleko Forfar

Lordowie Ogilvy of Airlie 1. kreacji (parostwo Szkocji)
- 1491–1504: James Ogilvy, 1. lord Ogilvy of Airlie
- 1504 - xxxxx: John Ogilvy, 2. lord Ogilvy of Airlie
- xxxxx - xxxxx: James Ogilvy, 3. lord Ogilvy of Airlie
- xxxxx - 1549: James Ogilvy, 4. lord Ogilvy of Airlie
- 1549–1606: James Ogilvy, 5. lord Ogilvy of Airlie
- 1606–1617: James Ogilvy, 6. lord Ogilvy of Airlie
- 1617–1665: James Ogilvy, 7. lord Ogilvy of Airlie

Hrabiowie Airlie 1. kreacji (parostwo Szkocji)
- 1639–1665: James Ogilvy, 1. hrabia Airlie
- 1665–1703: James Ogilvy, 2. hrabia Airlie
- 1703–1717: David Ogilvy, 3. hrabia Airlie
- 1717–1731: James Ogilvy, 4. hrabia Airlie
- 1731–1761: John Ogilvy, 5. hrabia Airlie
- 1761–1803: David Ogilvy, 6. hrabia Airlie
- 1803–1812: David Ogilvy, 7. hrabia Airlie
- 1812–1819: Walter Ogilvy, 8. hrabia Airlie
- 1819–1849: David Ogilvy, 9. hrabia Airlie
- 1849–1881: David Graham Drummond Ogilvy, 10. hrabia Airlie
- 1881–1900: David Stanley William Ogilvy, 11. hrabia Airlie
- 1900–1968: David Lyulph Gore Wolseley Ogilvy, 12. hrabia Airlie
- 1968 -: David George Patrick Coke Ogilvy, 13. hrabia Airlie

Następca 13. hrabiego Airlie: David John Ogilvy, lord Ogilvy
Następca lorda Ogilvy: David Huxley Ogilvy, master of Ogilvy